# Andreas Bitesnich
Andreas H. Bitesnich (Vienna, 25 febbraio 1964) è un fotografo e musicista austriaco, rinomato per i suoi nudi ed i suoi ritratti fotografici. I suoi lavori appaiono regolarmente sulle più importanti riviste internazionali.

## Carriera
Inizialmente impiegato come commerciante, Bitesnich scopre la sua passione per la fotografia quando un suo amico, un assistente fotografo, gli mostra la sua raccolta di fotografie in bianco e nero. Non avendo esperienza nel campo fotografico, comincia a imparare tutte le tecniche più rilevanti della fotografia. Nel 1989, finalmente decide di lasciare il suo lavoro come rivenditore e di iniziare a lavorare come fotografo professionista. Si specializza fin dall'inizio in foto di viaggi e soprattutto in ritratti e nudi, temi nei quali raggiunge risultati assoluti, dividendo il proprio lavoro tra l'Austria, l'Italia, la Germania e gli Stati Uniti. Oggi, Bitesnich è uno dei più famosi fotografi di nudi del mondo..
Bitesnich ha inoltre composto diversi brani musicali. Il suo lavoro come musicista include due CD con le canzoni Your Place e Between Love and Disaster, sotto l'etichetta Soundhotel.

## Pubblicazioni
- Nudes (1998)
- Tension (2000)
- Travel (2001)
- Woman (2001)
- Nudes (2001)
- Woman (2001)
- Travel (2001)
- On Form (2003)
- Woman (2005)
- Polanude (2005)
- More Nudes (2007)

## Citazioni
(Andreas H. Bitesnich)